# Ministerialbeamter
Ein Ministerialbeamter ist in der Bundesrepublik Deutschland ein in einem Bundes- oder Landesministerium tätiger Beamter.

## Funktion
Während vor allem die Landesbehörden auf der Unter- und Mittelstufe routinemäßig Genehmigungen erteilen, Parksünder aufschreiben, Kraftfahrzeuge registrieren, Wohngeld auszahlen oder Steuern erheben, erfordert regierungsnahes Arbeiten in obersten Landes- und Bundesbehörden eine Vielzahl von Entscheidungen und eigenen Wertungen sowie das Arbeiten unter nicht unerheblichem zeitlichen Druck. Ein Ministerialbeamter formuliert z. B. den Text einer Antwort auf eine Kleine Anfrage im Bundestag oder nimmt als Berater der Hausspitze an Fachausschussitzungen der Parlamente teil. Er berät die „Amtsspitze“ (Minister, (parlamentarische) Staatssekretäre/Amtschefs), entwirft Schreiben für die Amtsspitze, bereitet deren Termine vor (sofern sie in den Geschäftsbereich fallen), konzipiert Förderprogramme, bereitet Gesetze, Verordnungen und politische Vereinbarungen vor, begleitet Verhandlungen zwischen Bund, Ländern und ggf. auch der Europäischen Union, nimmt an entsprechenden Koordinierungs- und Abstimmungssitzungen (auch der Fachministerkonferenzen) teil oder wird in Ressortverhandlungen entsandt. Ministerialbeamte können gemäß Art. 52 Abs. 4 GG als Beauftragte ihrer Landesregierungen an Ausschüssen des Bundesrats und Arbeitsgruppen der Fraktionen teilnehmen, wobei sie auf Fachfragen sachverständig reagieren und die politische Linie ihres Ressorts selbständig artikulieren und vertreten sollten.
Leitende Ministerialbeamte unterliegen im Hinblick auf ihre Pflicht zu vollem persönlichen Einsatz, der Pflicht, dienstliche Anordnungen auszuführen, der Wohlverhaltenspflicht sowie der Pflicht zur Beratung und Unterstützung ihrer Vorgesetzten nicht nur dem für alle Beamten geltenden Pflichtenkreis, sondern wegen ihrer herausgehobenen Dienststellung und ihrem besonderen Status nochmals gesteigerten Anforderungen, auch dann, wenn sie keine politischen Beamten sind. Die leitenden Mitarbeiter der Leitungsstäbe bzw. Zentralstellen, der Pressestellen sowie der Minister- und Amtschefbüros wechseln üblicherweise, aber keineswegs zwingend nach dem Wechsel der Amtsspitze auf andere Verwendungen innerhalb oder außerhalb des Ministeriums.

## Rang und Besoldung
Ministerialbeamte können im höheren Verwaltungsdienst (hD, in Referenten- und Führungspositionen) sowie im gehobenen Dienst (gD, üblicherweise als Sachbearbeiter) folgende Ämter durchlaufen:
- Regierungsinspektor (Eingangsamt gD)
- Regierungsoberinspektor (teils Eingangsamt gD)
- Regierungsamtmann (teils Eingangsamt technischer gD)
- Regierungsamtsrat
- Regierungsoberamtsrat (teilweise durch Regierungsrat ersetzt)
- Regierungsrat (Eingangsamt hD, teilweise Verzahnungsamt mit dem gehobenen Dienst)
- Oberregierungsrat
- Regierungsdirektor (teilweise (stellvertretender) Referats- oder Stabsstellenleiter)
- Ministerialrat oder Senatsrat (sofern in Besoldungsgruppe A 16 typischerweise Referats- oder Stabsstellenleiter bzw. dessen Stellvertreter)
- Ministerialrat oder Senatsrat in Besoldungsgruppe B3 (sog. „großer“ Ministerialrat, als Referats- oder Stabsstellenleiter)
- Leitender Ministerialrat (als stellvertretender Abteilungsleiter in den Ländern)
- Ministerialdirigent oder Senatsdirigent (als Abteilungs-, Gruppen- oder Unterabteilungsleiter)
- Ministerialdirektor (als Amtschef (in Bayern und Baden-Württemberg) oder Abteilungsleiter (in Obersten Bundesbehörden))
- (beamteter) Staatssekretär (als Amtschef auf Bundesebene, ggf. auch Länderebene)

Ihre Amtsbezeichnungen und Besoldungsgruppen sind in den Besoldungsordnungen A und B nach dem Bundesbesoldungsgesetz geregelt.
Die Mitarbeiter eines Ministeriums erhalten im Bundes- und im bayerischen Landesdienst rangmäßig unterschiedlich hohe Ministerialzulage („MZ“), die ursprünglich wegen erhöhter Lebenshaltungskosten in der Bundeshauptstadt gewährt wurde. Diese Zulage wurde in den meisten Ländern aus Ressourcengründen abgeschafft. Die Übernahme in ein Ministerium, wo für Ministerialbeamte eine Reihe von in der Regel höher dotierten Ämtern (bzw. für Angehörige des gD bessere Aufstiegsmöglichkeiten) zur Verfügung stehen als im sogenannten „nachgeordneten Bereich“, erfolgte früher in der Regel erst nach langjährigem Verwaltungsdienst. Heute sind jedoch auch Karrieren, die vorwiegend oder gar ausschließlich in Ministerien verlaufen nicht unüblich. Ein Wechsel der Ministerien ist in unterschiedlichem Maße üblich: auf Bundesebene verbleiben die allermeisten Beamten im Geschäftsbereich des Hauses, in dem sie zuerst verwendet werden. Auf Länderebene sind Wechsel der Ministerien nicht unüblich, allerdings auch nicht die Regel.